# Karosseriebauform

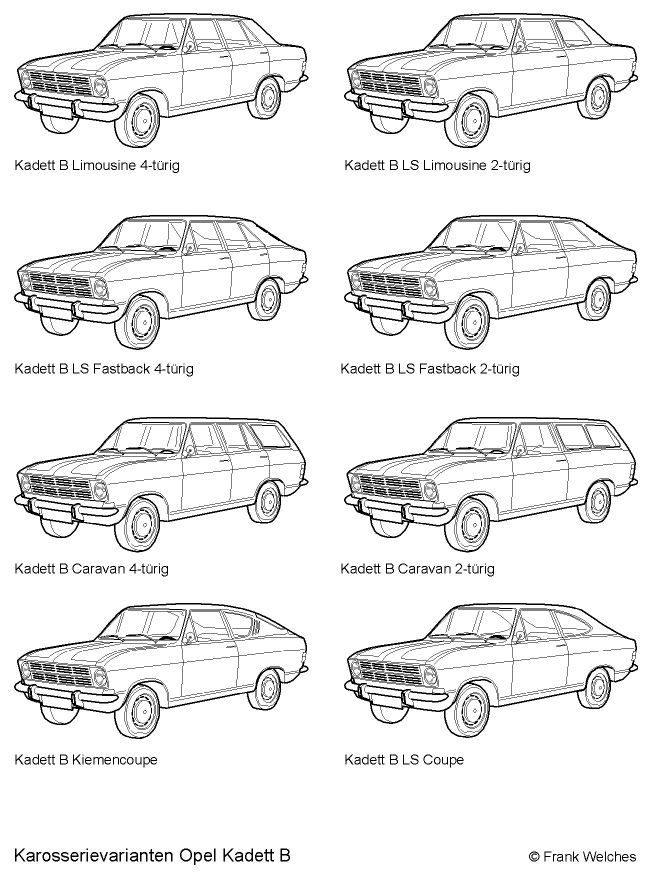
Übersichtsgrafik geschlossener Bauformen am Beispiel des Opel Kadett B

Die Karosseriebauform, auch Karosseriebauart bzw. Fahrzeug- und Aufbauart, beschreibt den Konstruktionsaufbau einer Fahrzeugkarosserie. Eine Karosseriebauform kann in unterschiedlichen Größen und Fahrzeugklassen verwendet werden. Einige Bezeichnungen stammen noch aus der Zeit der Kutschen oder Pferdewagen. Nicht immer überdauerten die ursprünglichen Merkmale einer bestimmten Kutschenform den Lauf der Jahre. So hat die Kutschenform Coupé mit den Coupé-Ausprägungen im modernen Automobilbau recht wenig zu tun.

## Beschreibung
Einschlägige Normen zur Definition von Karosseriebauformen sind z. B. die deutsche nationale Norm DIN 70011 und die internationale Norm ISO 3833. Diese weichen jedoch teils von den allgemein gebräuchlichen Bezeichnungen, die auch Verwendungsänderungen im Zeitverlauf (u. a. durch Marketing von Automobilherstellern) unterliegen, ab.
Zur einheitlichen Erfassung der in den Fahrzeugregistern zu speichernden Daten sowie zum einheitlichen statistischen Nachweis der im Zentralen Fahrzeugregister (ZFZR) erfassten Fahrzeugdaten wurde in Deutschland das Verzeichnis zur Systematisierung von Kraftfahrzeugen und ihren Anhängern bekanntgemacht und trat am 1. Oktober 2005 in Kraft.
Karosseriebauformen können beispielsweise wie folgt unterschieden werden:

## Offene Bauformen

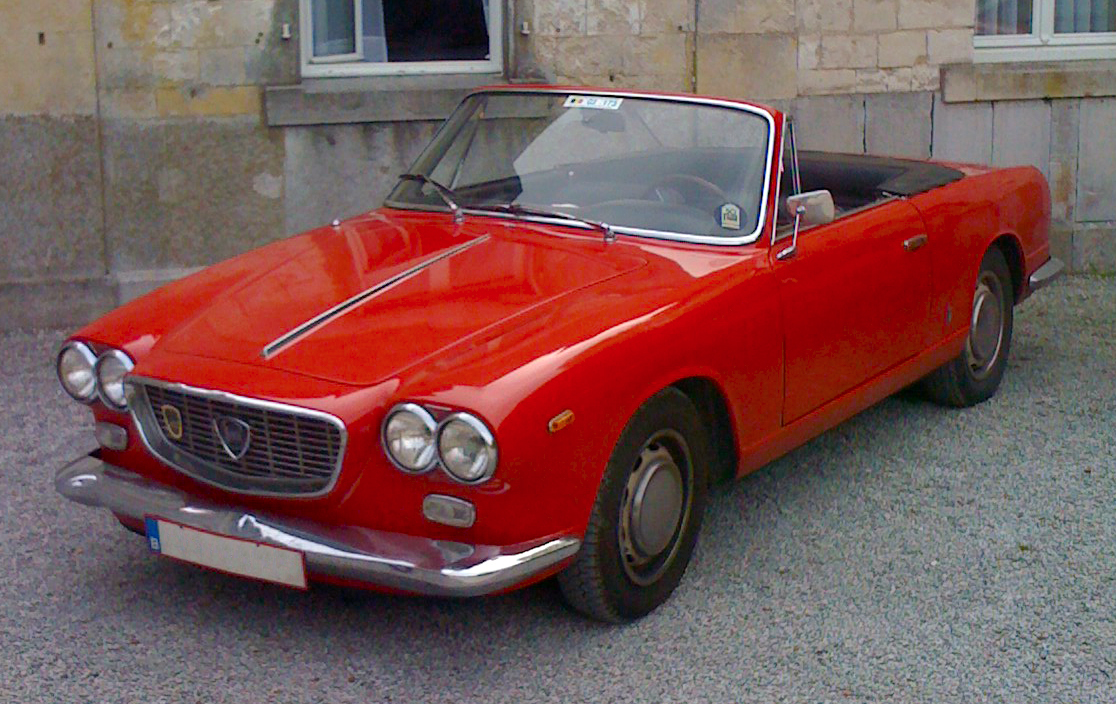
Cabriolet
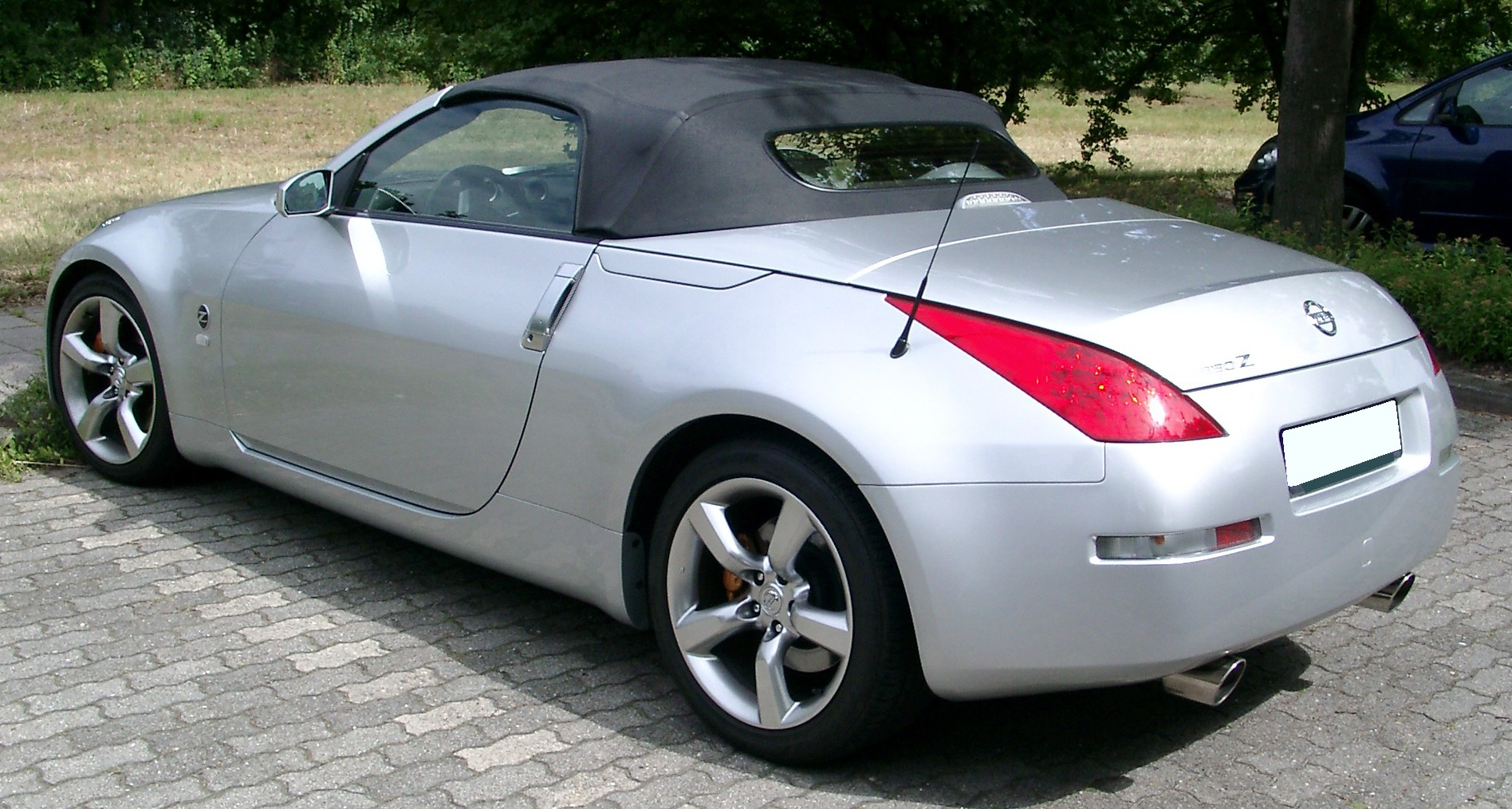
Roadster
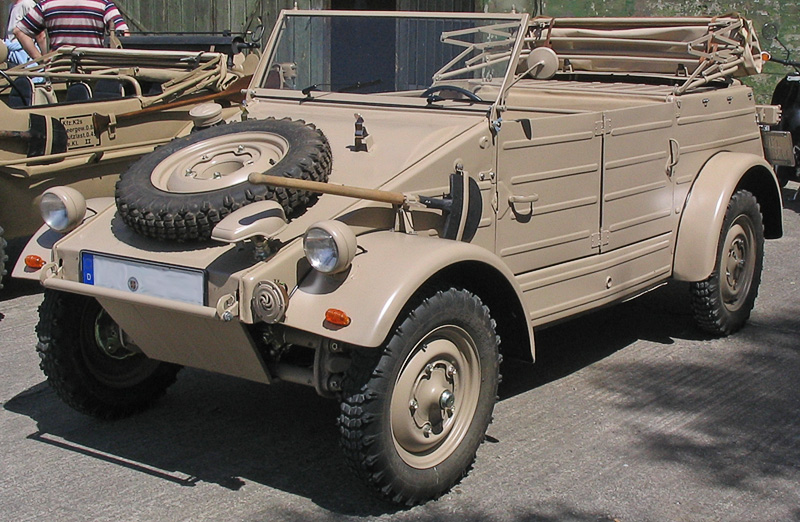
Kübelwagen

- Roadster (zweisitzig, mit bis zu zwei Türen)
- Runabout
- Kübelwagen (ursprünglich keine Türen)
- Tourenwagen (auch: Touring)
- Tonneau
- Torpedo (auch: Tourer)
- Break
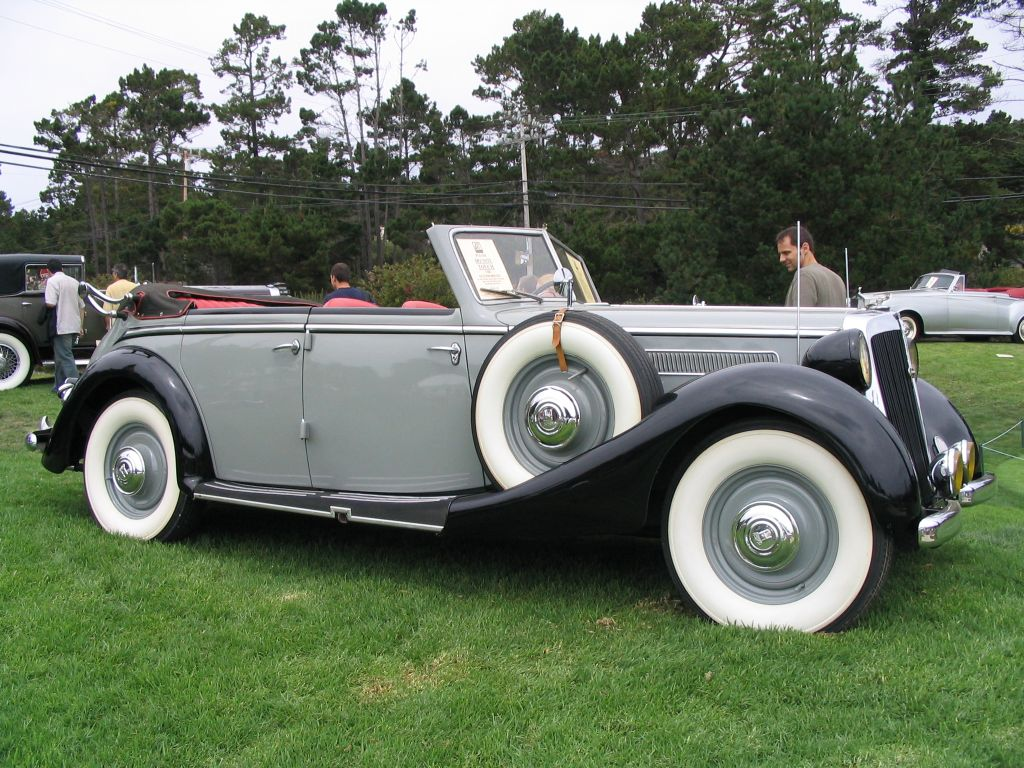
Phaeton
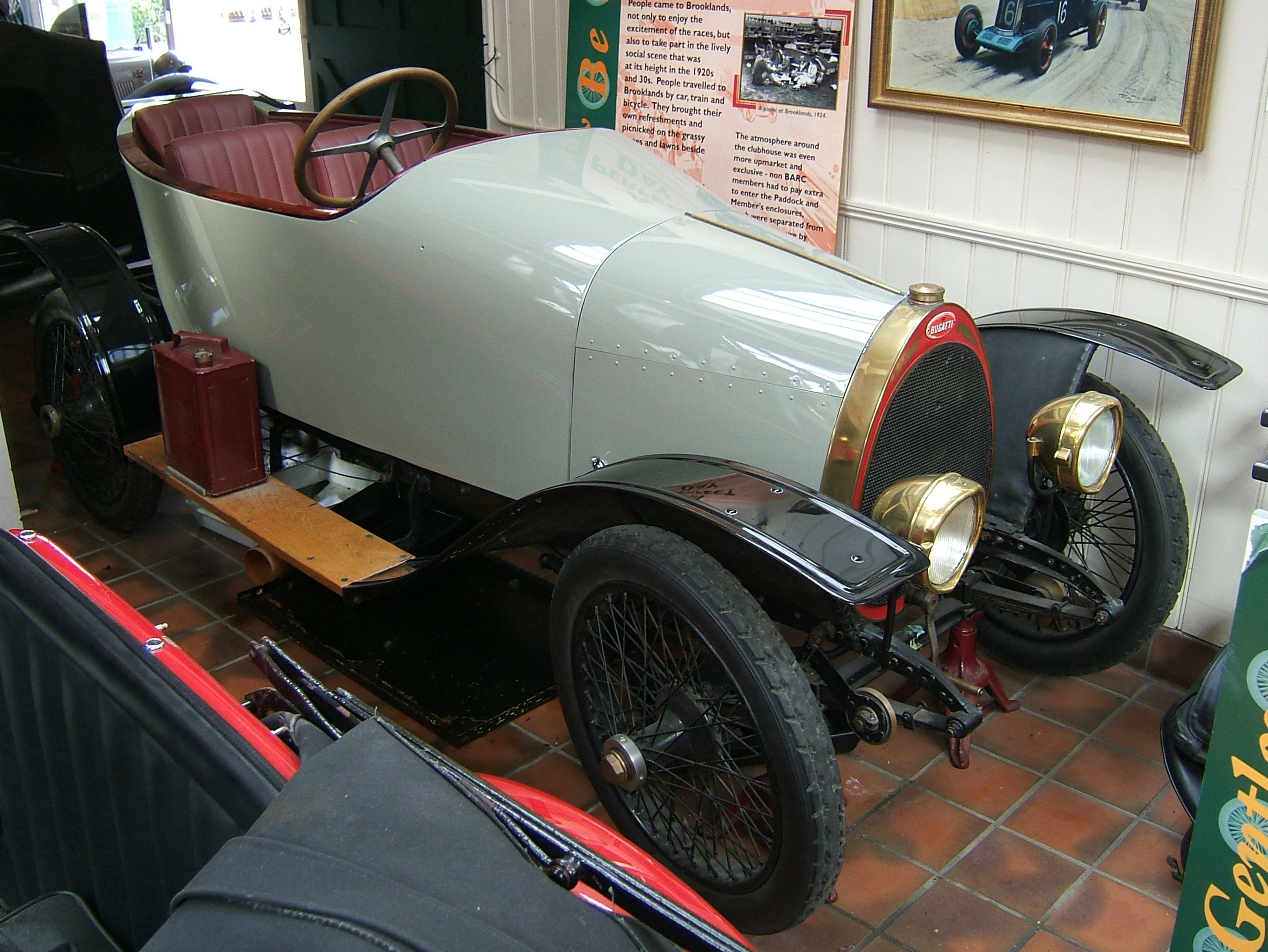
Torpedo
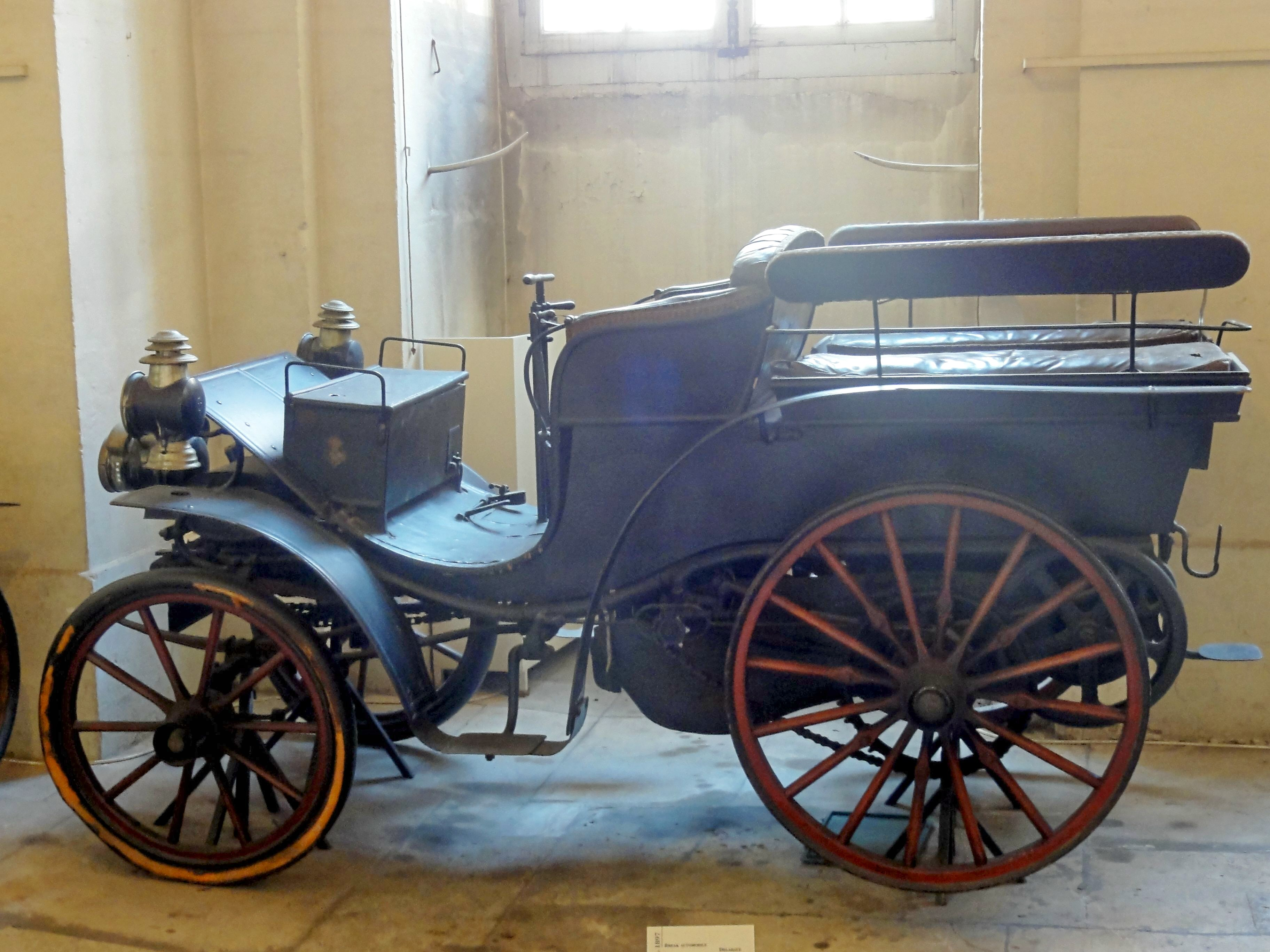
Break mit hinteren Längsbänken

- Landaulet
- Strandwagen

- Cabriolet
- Roadster
- Kübelwagen
- Phaeton
- Torpedo
- Break mit hinteren Längsbänken

## Geschlossene Bauformen
- Limousine (mit Stufenheck oder Schrägheck, gelegentlich auch mit Steilheck ausgeführt)
- Coupé (zweitürig, wenn Heckklappe nicht mitgezählt wird)
- Kombi (vergrößertes Ladevolumen, Abschluss als Steilheck)

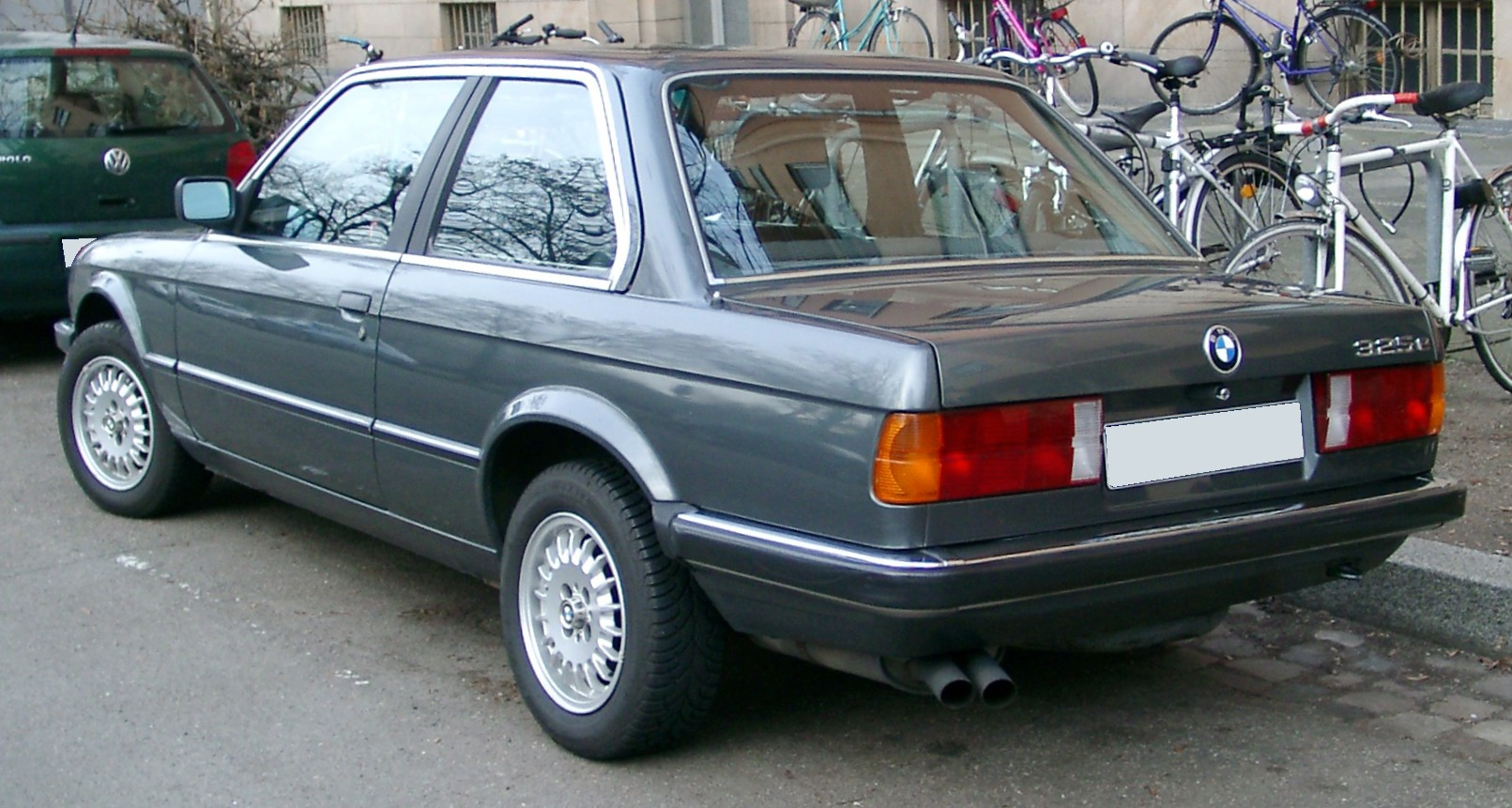
Limousine mit zwei Türen und Stufenheck
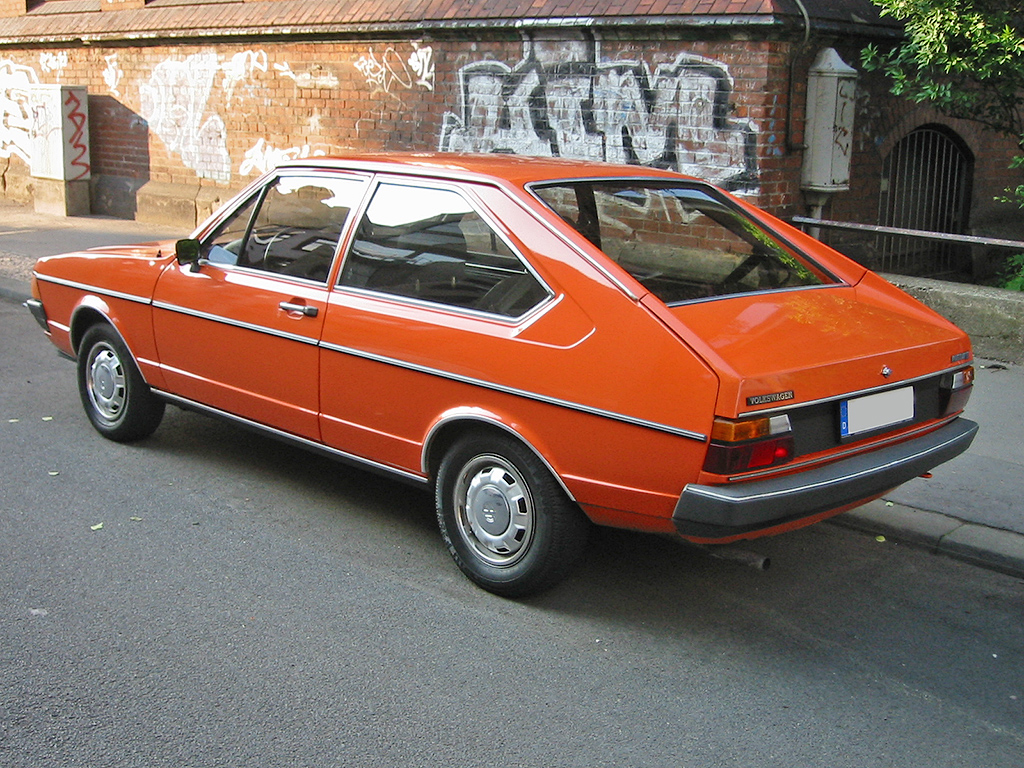
Limousine mit zwei Türen und Schrägheck
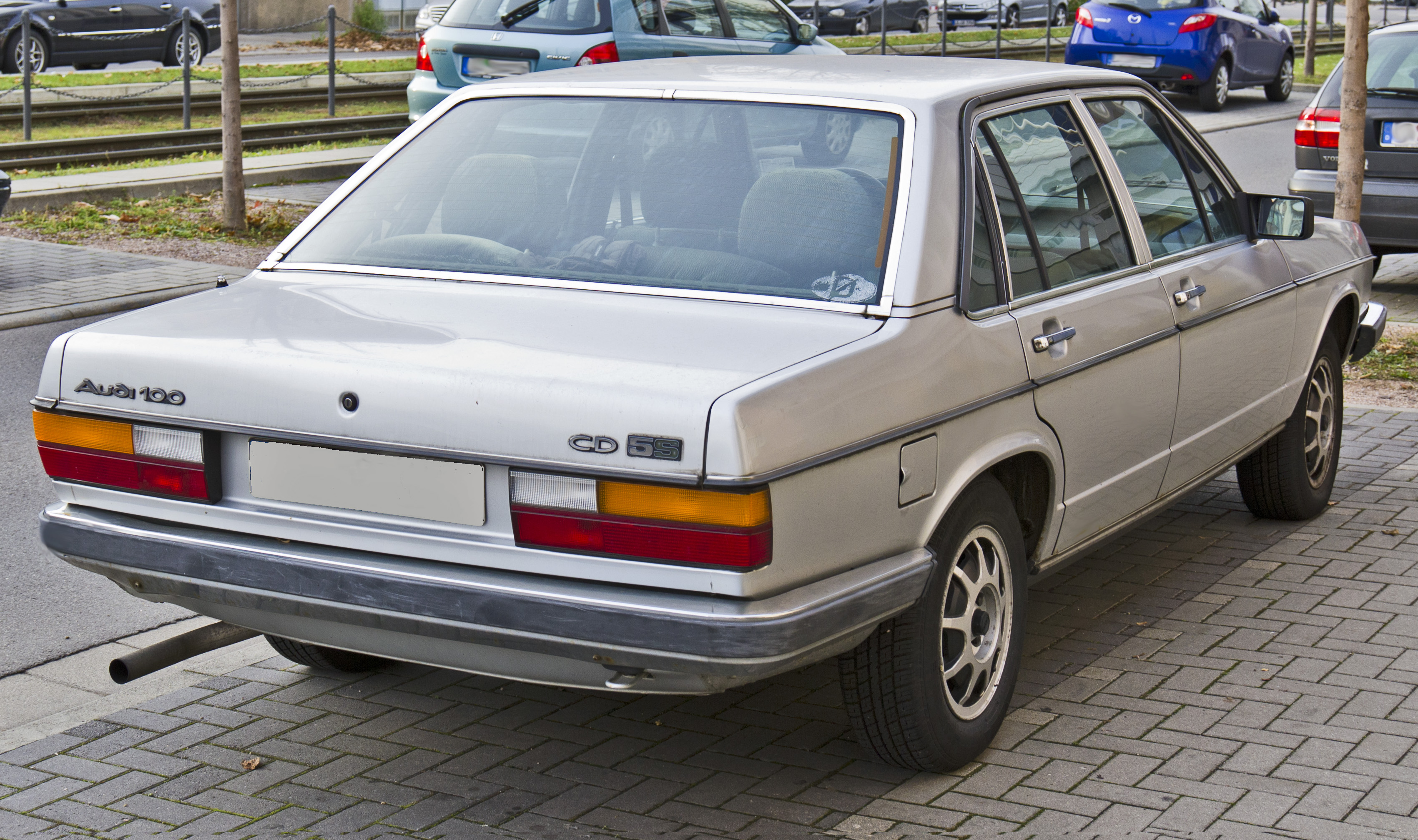
Limousine mit vier Türen und Stufenheck
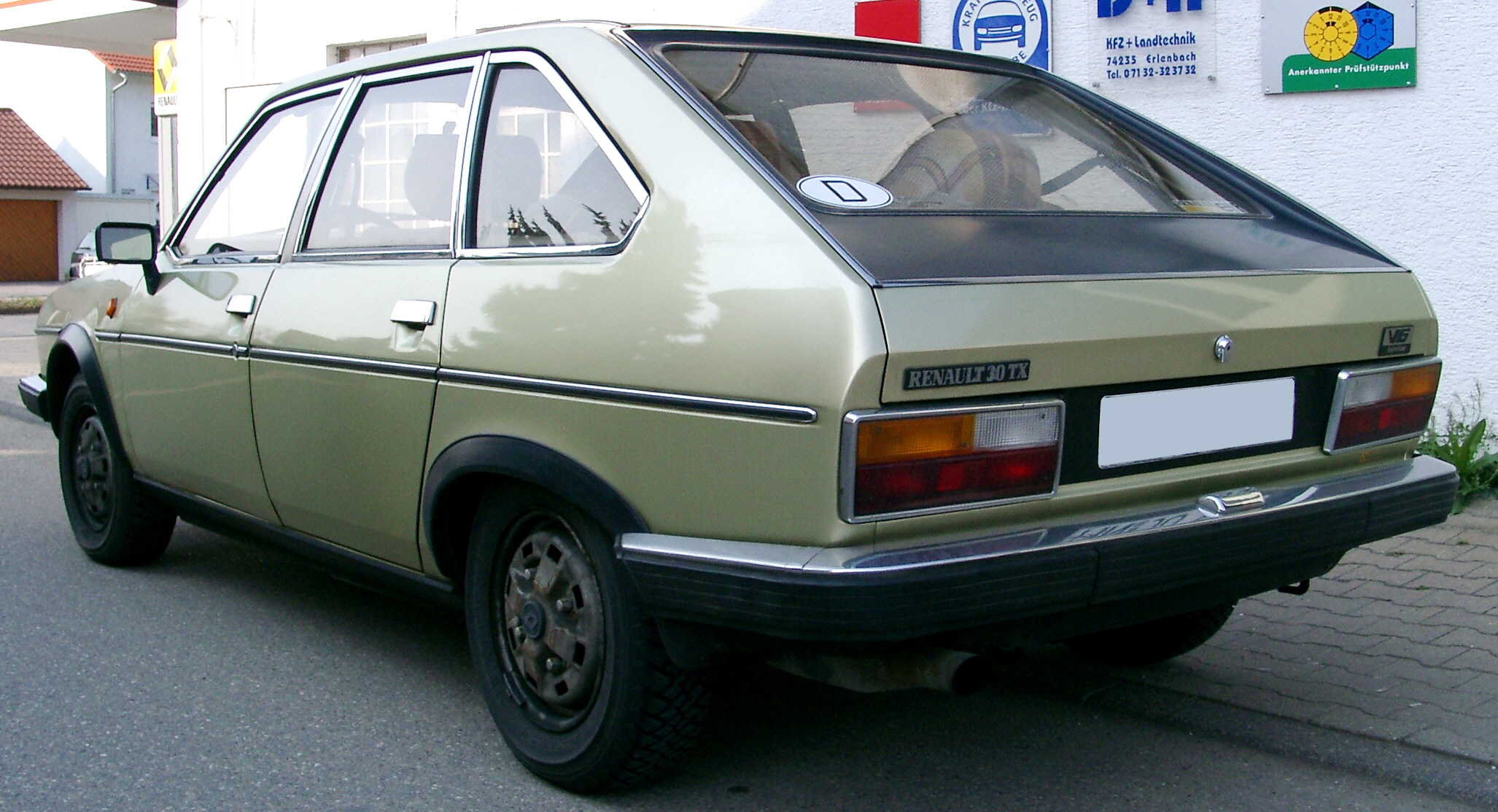
Limousine mit vier Türen und Schrägheck sowie großer Heckklappe (auch Fünftürer genannt)
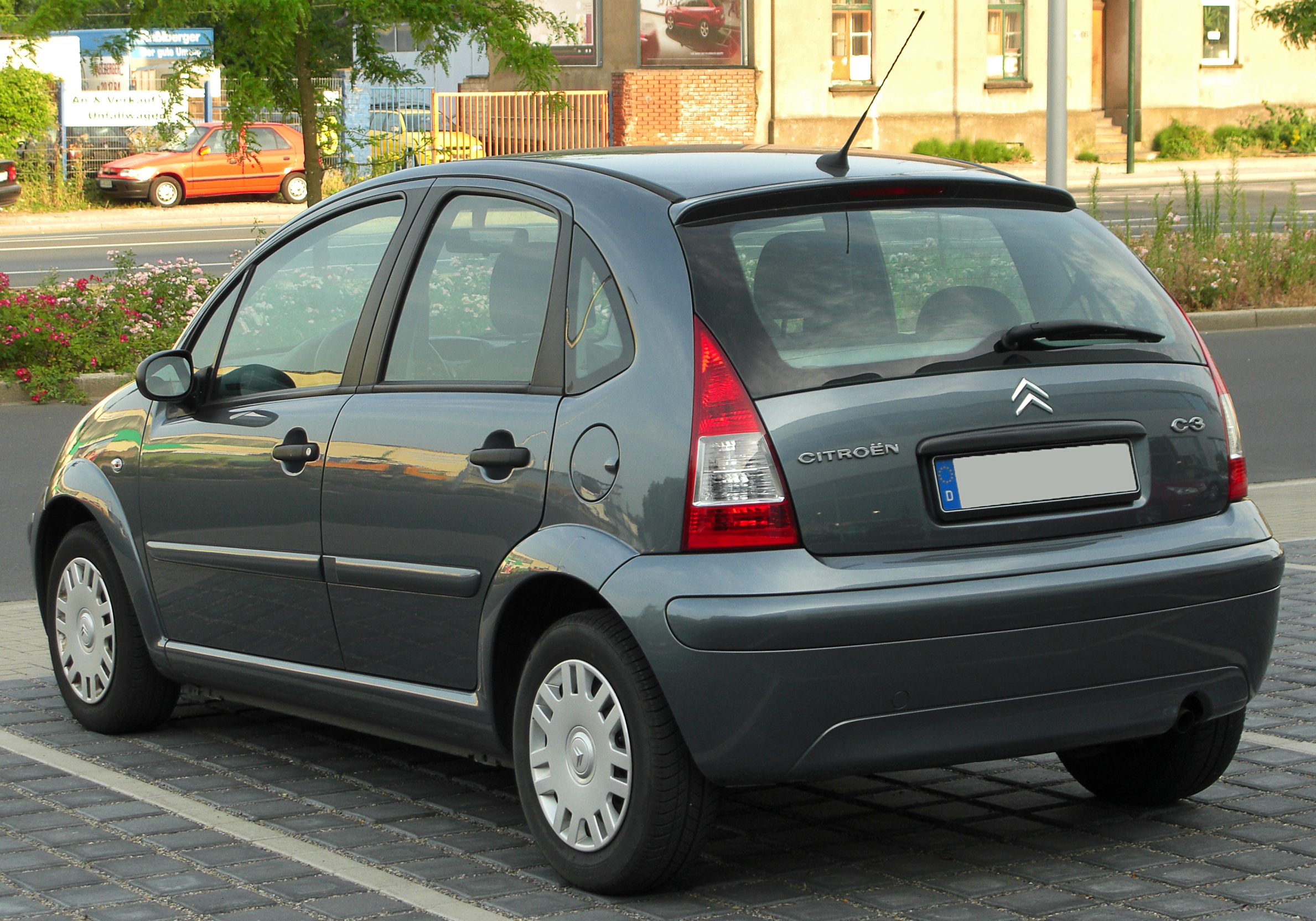
Limousine mit vier Türen und Steilheck (ebenfalls Fünftürer)
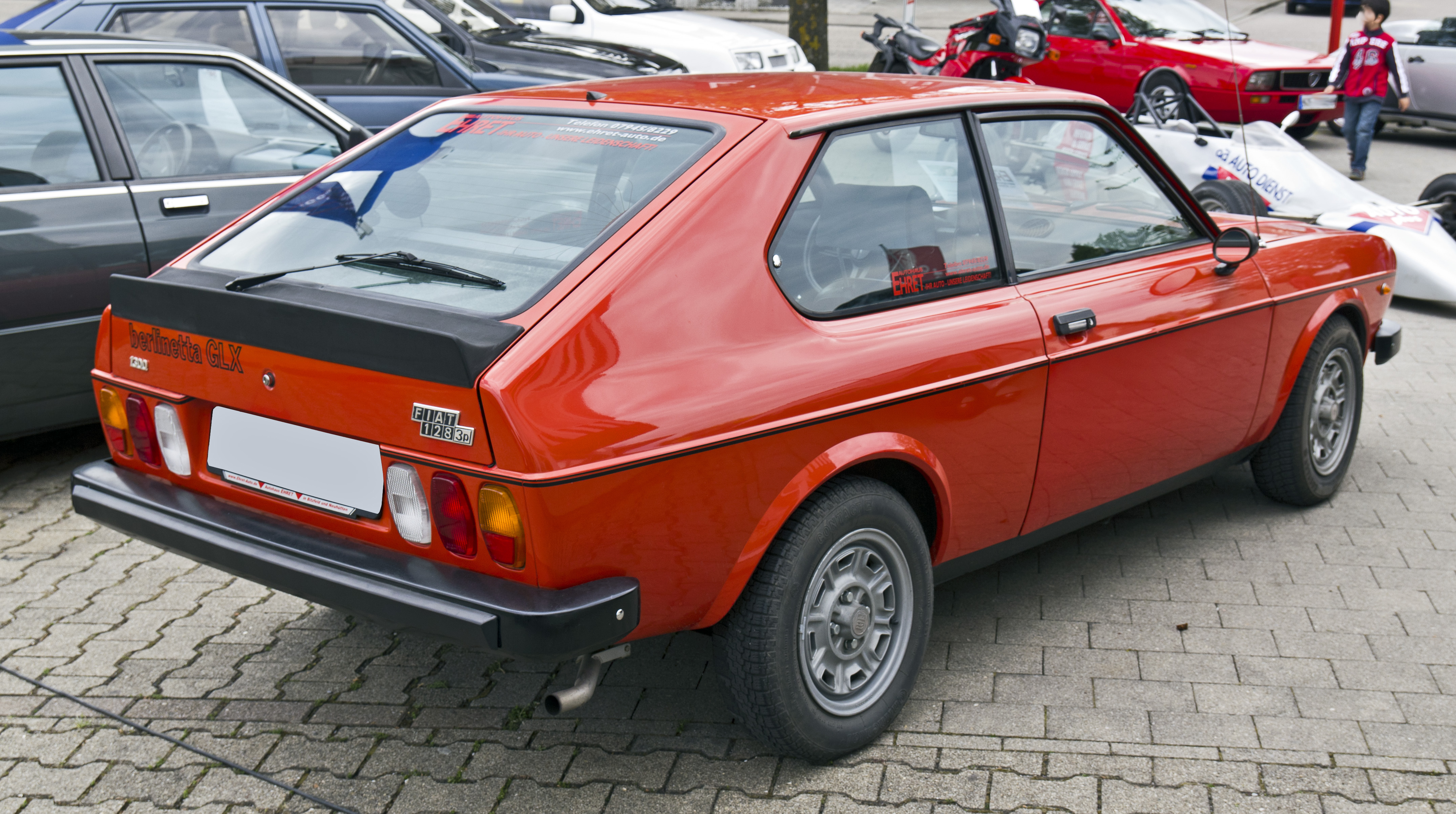
Coupé mit Schrägheck und großer Heckklappe (auch Kombicoupé genannt)
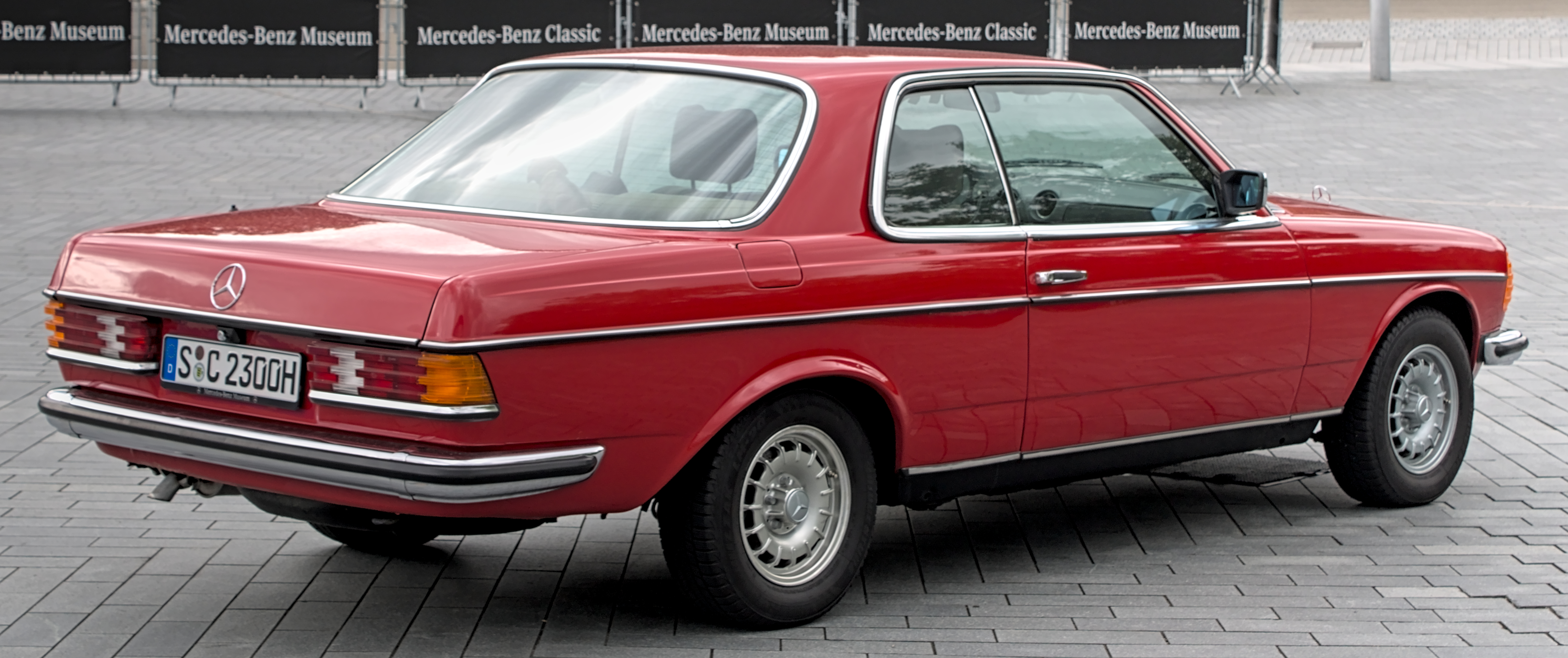
Coupé mit Stufenheck
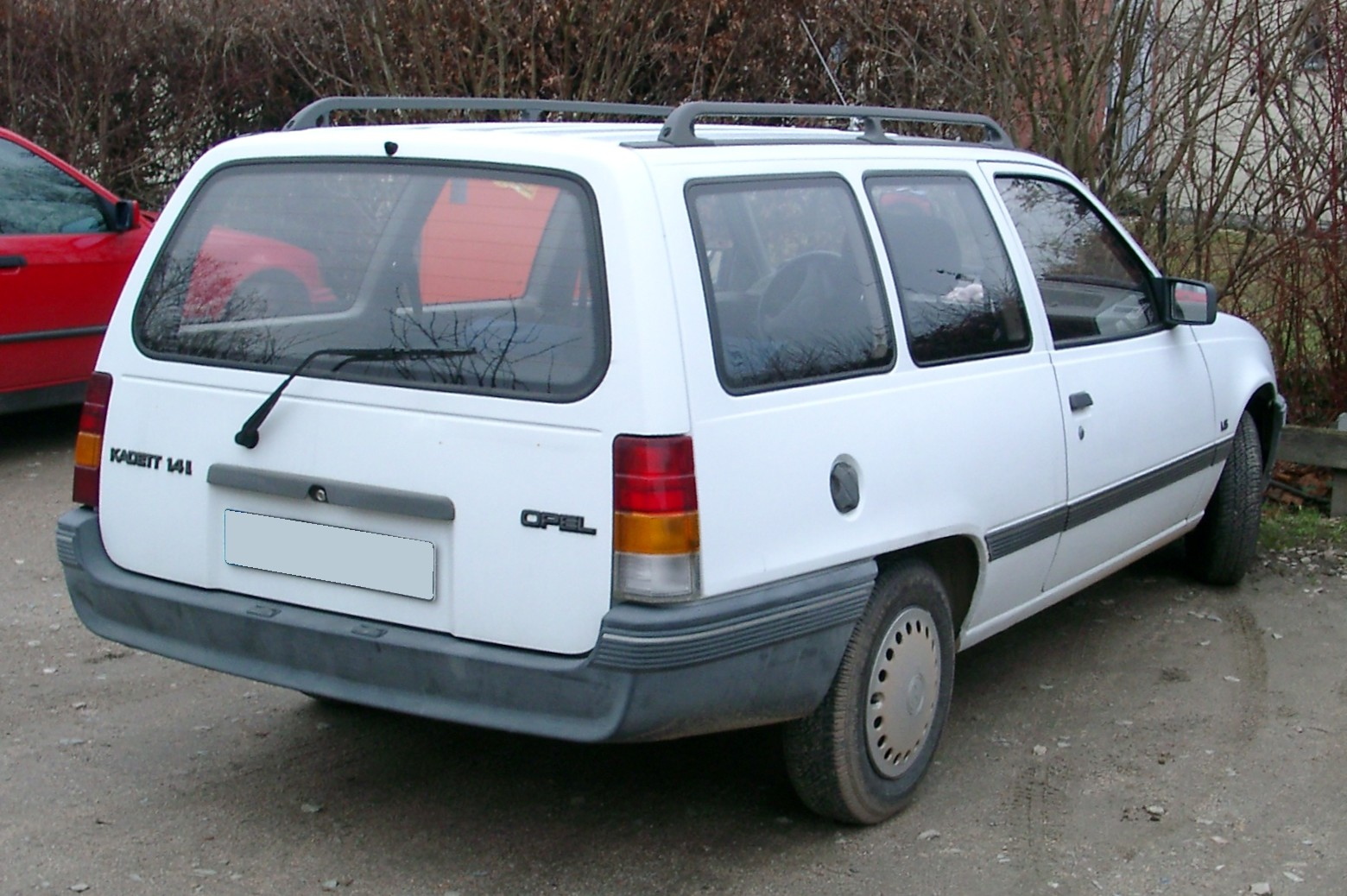
Kombi mit drei Türen
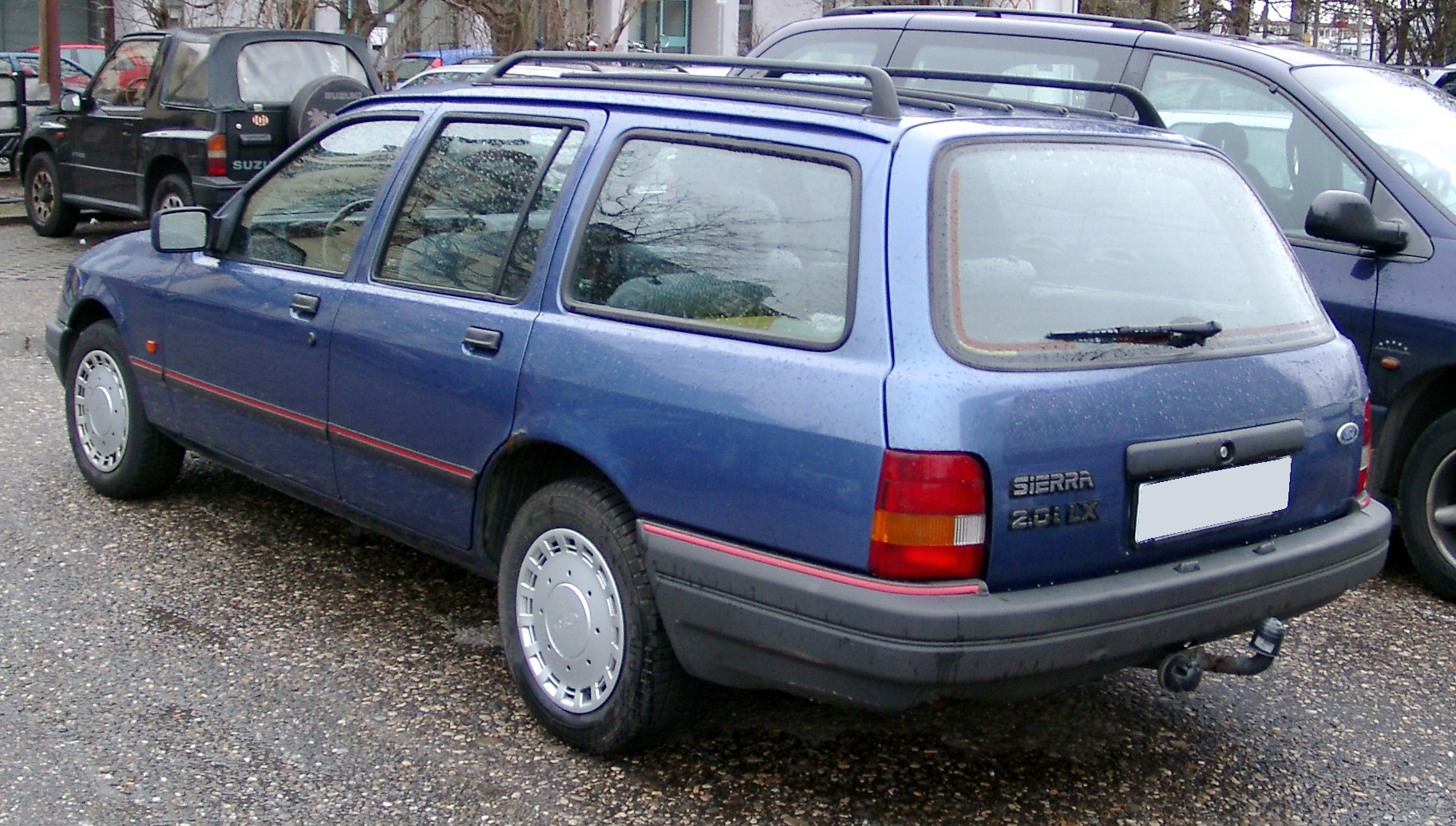
Kombi mit fünf Türen

## Misch- und Sonderformen

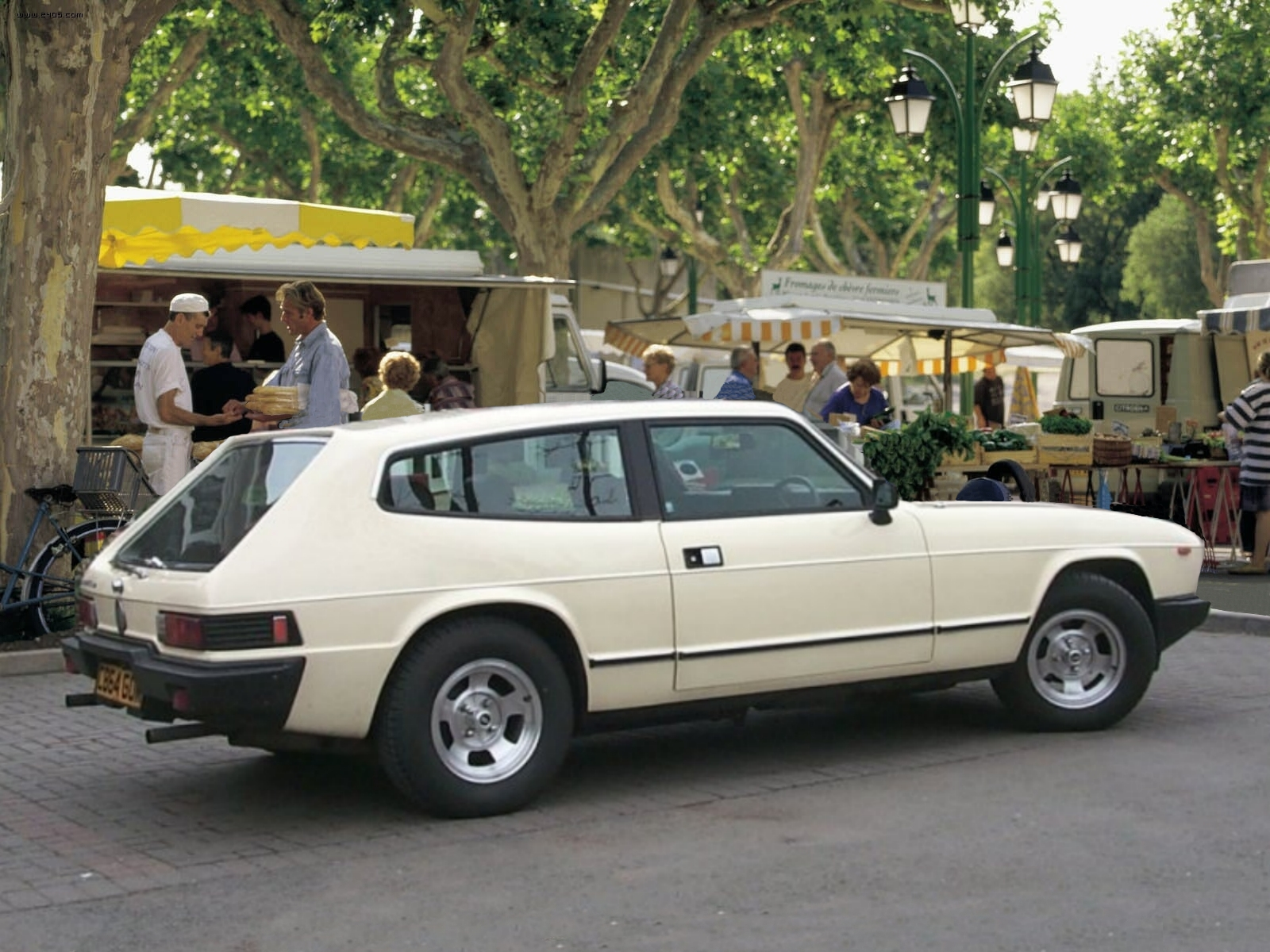
Shooting Brake
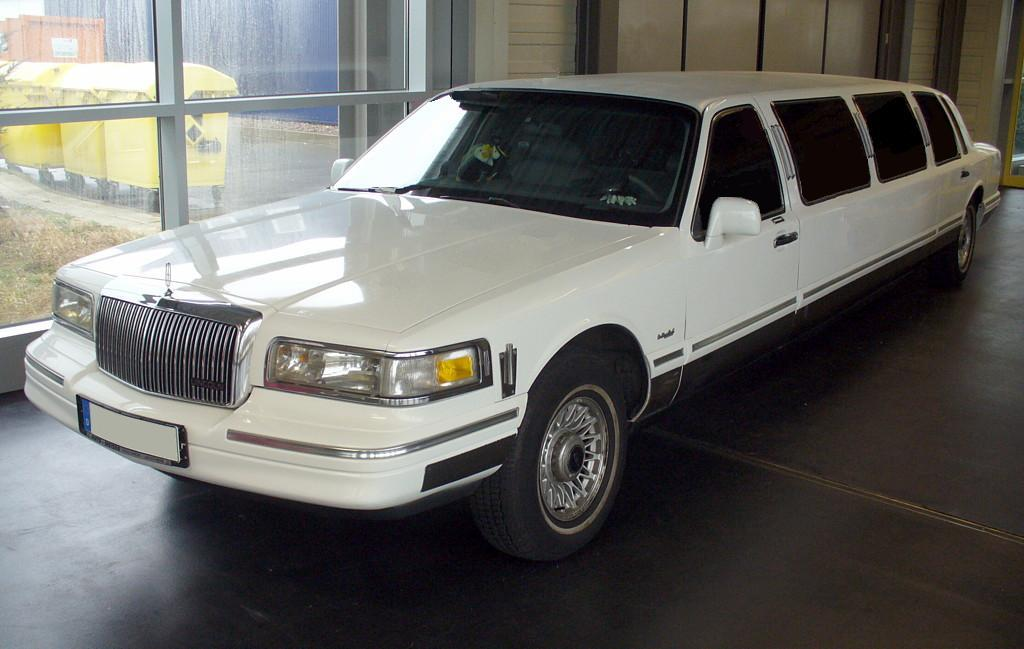
Stretch-Limousine
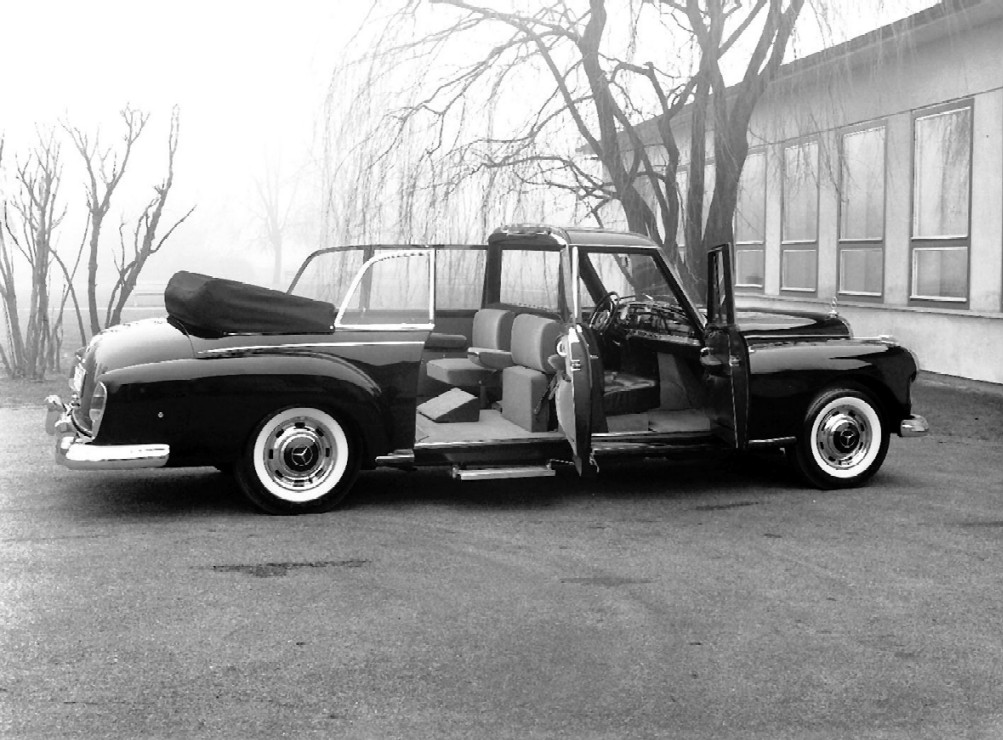
Landaulet
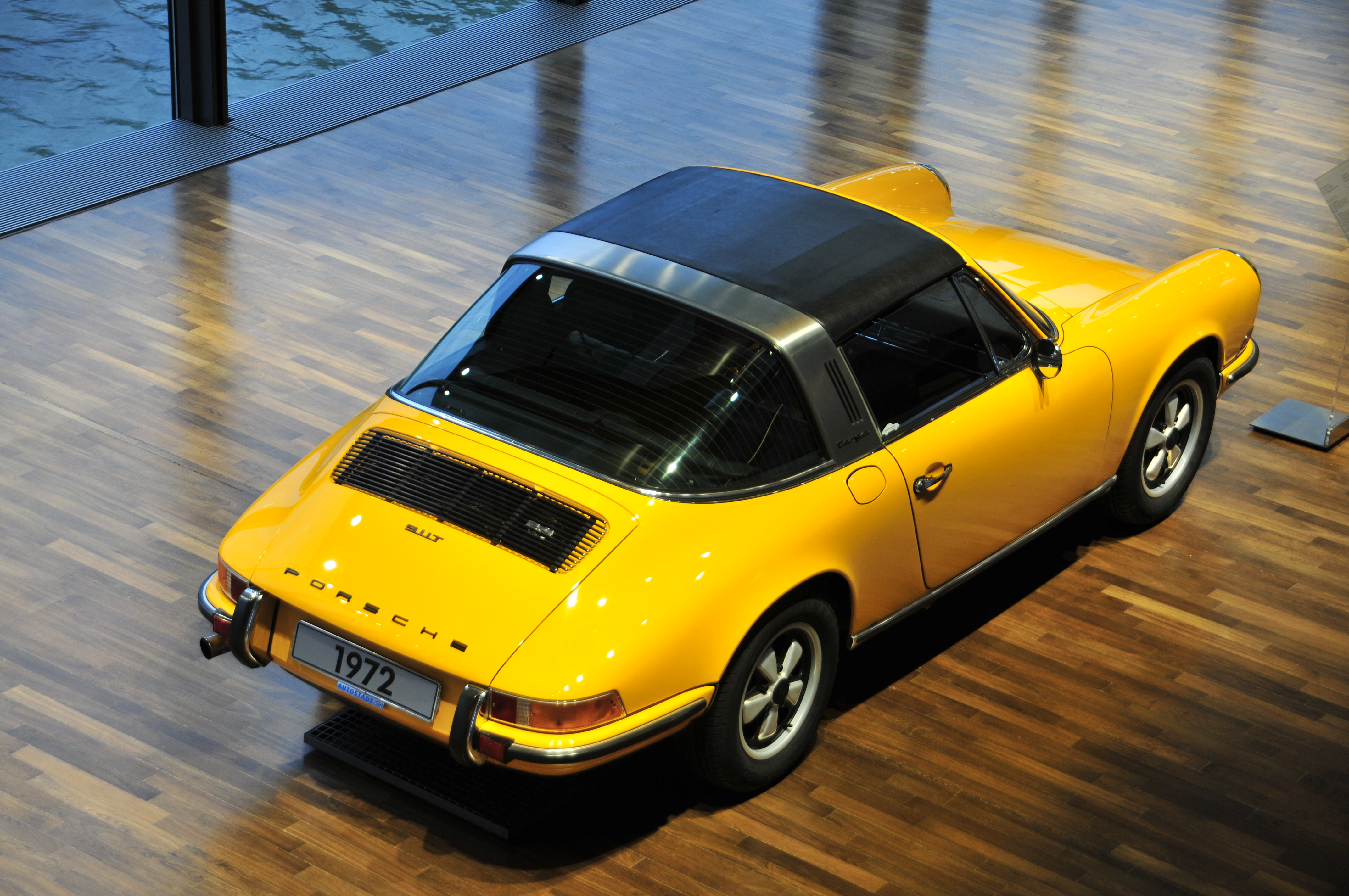
Targa
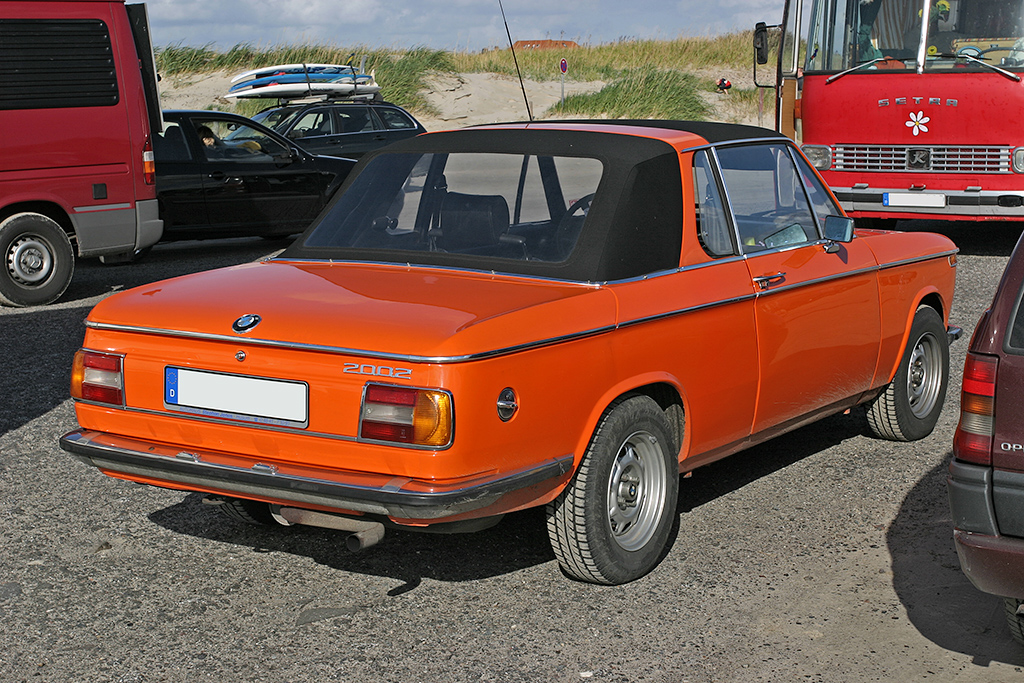
Targa-/ Landaulet-Mischform
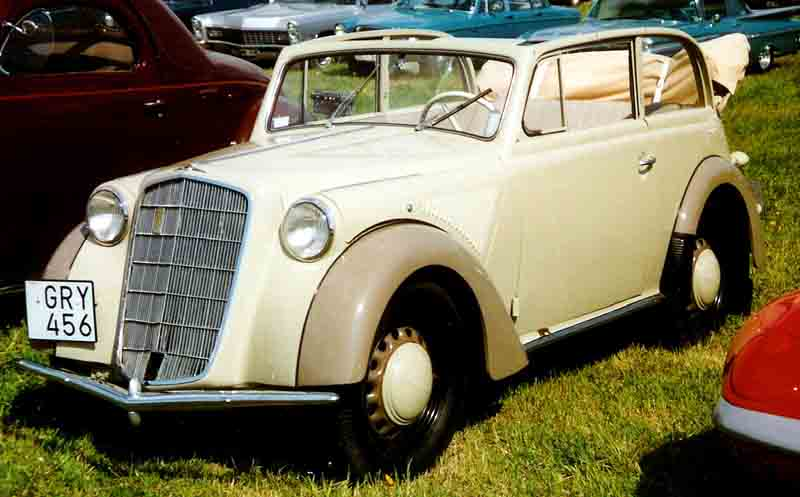
Cabriolimousine
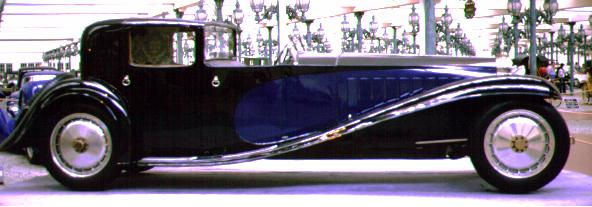
Coupé de Ville (auch Sedanca oder Town Car)